# Recuperando a mi ex
Recuperando a mi ex es un largometraje de comedia romántica mexicano, dirigido por Gabriel Guzmán Sánchez y protagonizado por Andrés Almeida, Adriana Louvier, Jan Cornet, Mía Rubín, Anabel Ferreira, Ricardo O'Farrill y Sofía Niño de Rivera.[cita requerida]

## Argumento o sinopsis
Francisco (Andrés Almeida), actor encasillado por interpretar a un superhéroe infantil años atrás, pasa por uno de los peores momentos de su vida cuando Laura (Adriana Louvier), su exesposa —y amor de su vida— anuncia que va a casarse de nuevo, por lo que recluta a su agente (Sofía Niño de Rivera), a su mejor amigo (Ricardo O’Farrill) e incluso a su propia madre (Anabel Ferreira) y a su propia hija (Mía Rubin Legarreta), para tratar de recuperarla.[cita requerida]

## Elenco
- Andrés Almeida como Francisco.
- Adriana Louvier como Laura.
- Jan Cornet como José Manuel.
- Anabel Ferreira como Sylvia, madre de Francisco.
- Mía Rubín Legarreta como Alicia, hija de Francisco.
- Ricardo O'Farrill como Lamberto.
- Sofía Niño de Rivera como Gabriela.
- Norma Angélica como Nilda Muñoz.
- Martha Claudia Moreno como Linda Muñiz.
- Emilio Guerrero como Tornado.
- David Loji como Ventarrón.
- Ihan Michel como Rayito Joven.
- Fernando Sansores como Tornado Joven.
- Alberto Yáñez como Bravucón.
- Francisco Colmenero como Papá de Francisco (voz).
- Daniel Sosa como el encargado de casting.
- Guillermo Callahan como el director de casting.
- Samuel Fematt como Súper Fan 1.
- Benshorts como Súper Fan 2.
- Laura Montijano como actriz de casting.
- Morena González como fan de Convención de Cómics.
- Tony Marcín como Sra. jugadora de cartas.

## Producción
Populares cómicos del stand-up mexicano como Daniel Sosa y personalidades de YouTube como Samuel Fematt y Benshorts hacen cameos en el filme.[cita requerida]
Este es el debut en el cine del popular cómico Ricardo O'Farrill.[cita requerida]
Es la segunda película estrenada en cines en el 2018 de la comediante Sofía Niño de Rivera, después de Una mujer sin filtro, en enero del mismo año.
Se estrenó en cartelera con más de 700 copias, por encima del promedio de copias de un estreno mexicano en salas mexicanas.[cita requerida]
Algunas escenas se filmaron en las afueras del edificio sito en el número 44 de la calle Choapan, en la colonia Condesa, en la alcaldía Cuauhtémoc de la Ciudad de México.[cita requerida]

## Crítica
La película abrió con reseñas favorables que la recomendaron por abandonar estereotipos e incluir diálogos para disfrutar en familia.
Entre las reseñas también se señalaba la interpretación de Almeida como un logro, por alejarse del estereotipo de galán y retratar a un protagonista ambicioso y egoísta.